# قلعه سید تاج‌الدین
قلعه سید تاج الدین مربوط به اورارتوئی است و در شهرستان خوی، بخش قره سو، روستای سید تاج الدین واقع شده و این اثر در تاریخ ۷ مهر ۱۳۸۱ با شمارهٔ ثبت ۶۱۸۳ به‌عنوان یکی از آثار ملی ایران به ثبت رسیده است.